# Karl Schuke
Karl Ludwig Alexander Schuke (* 6. November 1906 in Potsdam; † 7. Mai 1987 in West-Berlin) war ein deutscher Orgelbauer.
Er war Sohn des Orgelbauers Alexander Schuke und führte mit seinem Bruder Hans-Joachim Schuke die Firma des Vaters weiter, bis er 1953 eine weitere Orgelbaufirma, die Berliner Orgelbauwerkstatt Karl Schuke, gründete und diese leitete.

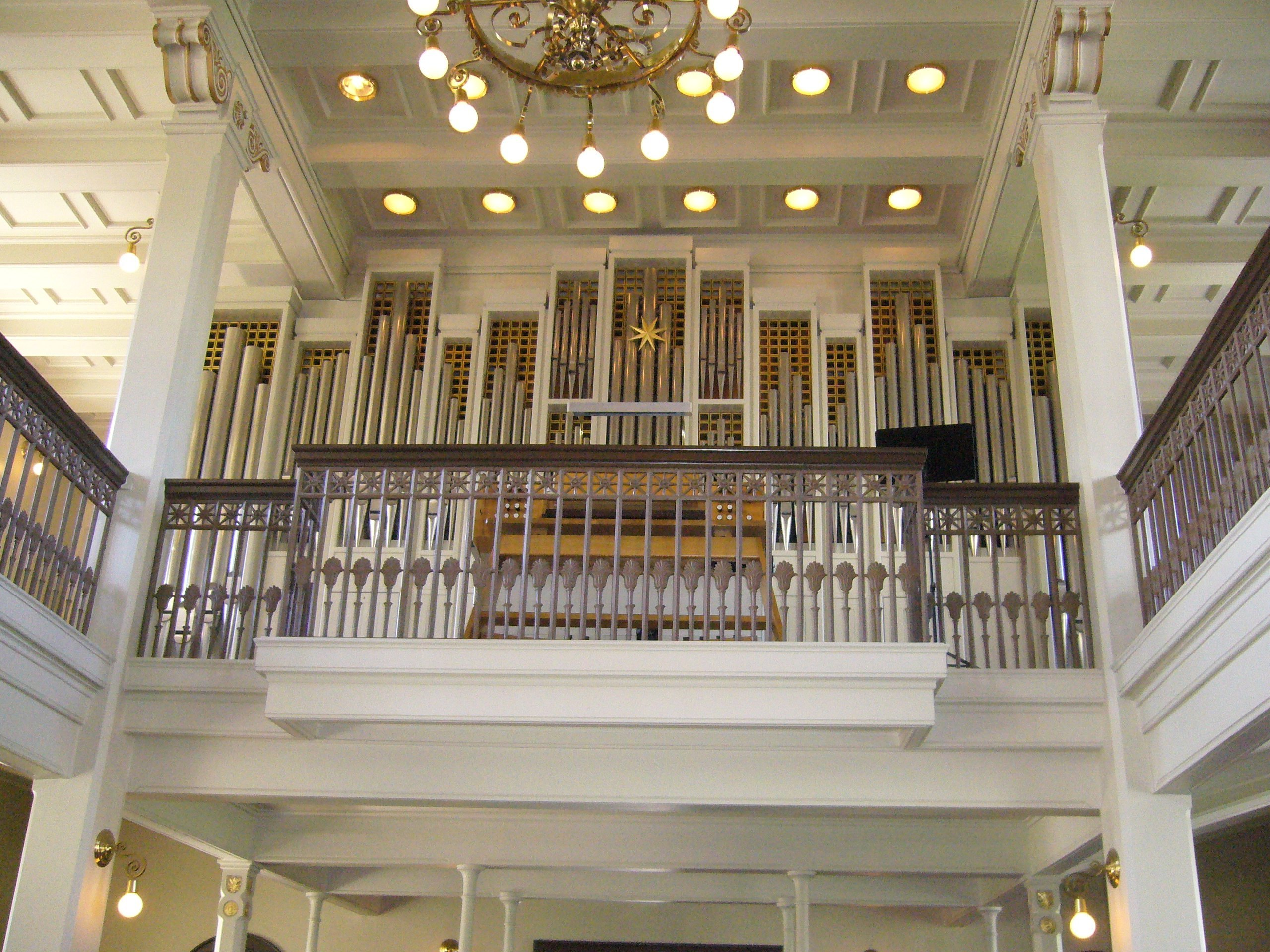
Die Orgel von Karl Schuke in der Domkirche Reykjavík

## Leben
Karl Schuke besuchte von 1912 bis 1922 die Schule und schloss sie mit Obersekundareife am humanistischen Viktoria-Gymnasium in Potsdam ab. 1922 begann er eine Orgelbauerlehre in der Werkstatt seines Vaters Alexander Schuke, ab 1924 eine Spezialausbildung im Metallpfeifenbau. Es folgte der Aufbau einer Pfeifenwerkstatt mit Ausbildung von Fachkräften. Ab 1927 konstruierte er pneumatische und elektrische Traktur- und Windladensysteme.
Nach dem Tod des Vaters 1933 führten Karl und sein Bruder Hans-Joachim gemeinsam den Betrieb weiter. Karl war für orgelbautechnische Fragen zuständig, Hans-Joachim übernahm die kaufmännische Verantwortung.
Trotz kriegsbedingter Einschränkungen nach 1939 existierte der Betrieb ausschließlich durch Orgelbauten und Reparaturen weiter. 1948 kehrte Hans-Joachim Schuke aus sowjetischer Kriegsgefangenschaft zurück. 1950 wurde die Berliner Orgelwerkstatt gegründet als „Ableger“ der Potsdamer Mutterfirma Schuke. 1953 siedelte Karl Schuke nach Berlin um und begann mit dem Aufbau der Berliner Werkstatt.
Karl Schuke erhielt 1955 einen Lehrauftrag für Orgelkunde an der Hochschule für Musik in Berlin, 1956 wurde er in den staatlichen Prüfungsausschuss für Kirchenmusiker berufen. 1962 wurde ihm die Professorenwürde an der Staatlichen Hochschule für Musik und darstellende Kunst in Berlin verliehen, 1966 wurde er Honorarprofessor an der staatlichen Hochschule für Musik und  darstellende Kunst in Berlin. 1967 erfolgte die Wahl in den Vorstand des Bundes deutscher Orgelbaumeister.
Karl Schuke starb 1987 im Alter von 80 Jahren in Berlin. Sein Grab befindet sich auf dem Waldfriedhof Zehlendorf.

## Ehrungen
- 1972: Verdienstkreuz 1. Klasse der Bundesrepublik Deutschland